# Cuthred
Cuthred, též Cuþræd (narozen ?, zemřel roku 756) byl anglosaský král Wessexu od roku 740 (od roku 739 dle anglického kronikáře Symeona z Durhamu, respektive od roku 741 dle jiného anglického kronikáře, Jana z Worcesteru, oba psali v 1. polovině 12. století). Stejně jako jeho předchůdce král Æthelheard (možná jeho bratr nebo jiný příbuzný), nepocházel Cuthred z pokrevní linie královského rodu Cerdikovců. Vládl až do své smrti roku 756.

## Rodina
Cuthredovy rodiče neznáme. Jeho předchůdce král Æthelheard je v Anglosaské kronice běžně označován jako jeho příbuzný, zatímco Symeon z Durhamu ho pokládá rovnou za bratra. Oba byli pravděpodobně velmi úzce příbuzní a není vyloučeno, že byli otec a syn. Cuthredův nástupce Sigeberht byl možná jeho synem.
Cuthred se poprvé objevuje v listině svého předchůdce krále Æthelhearda v roce 739. Cuthredův podpis je hned za Æthelheardovým a před „signem“ královny Frithugythy, Æthelheardovy manželky. Toto prominentní postavení na listině je zjevně výrazem jeho nominace coby Æthelheardova nástupce. Král Æthelheard zemřel kolem roku 740 a jeho příbuzný Cuthred se opravdu jeho nástupcem stal.

## Vláda

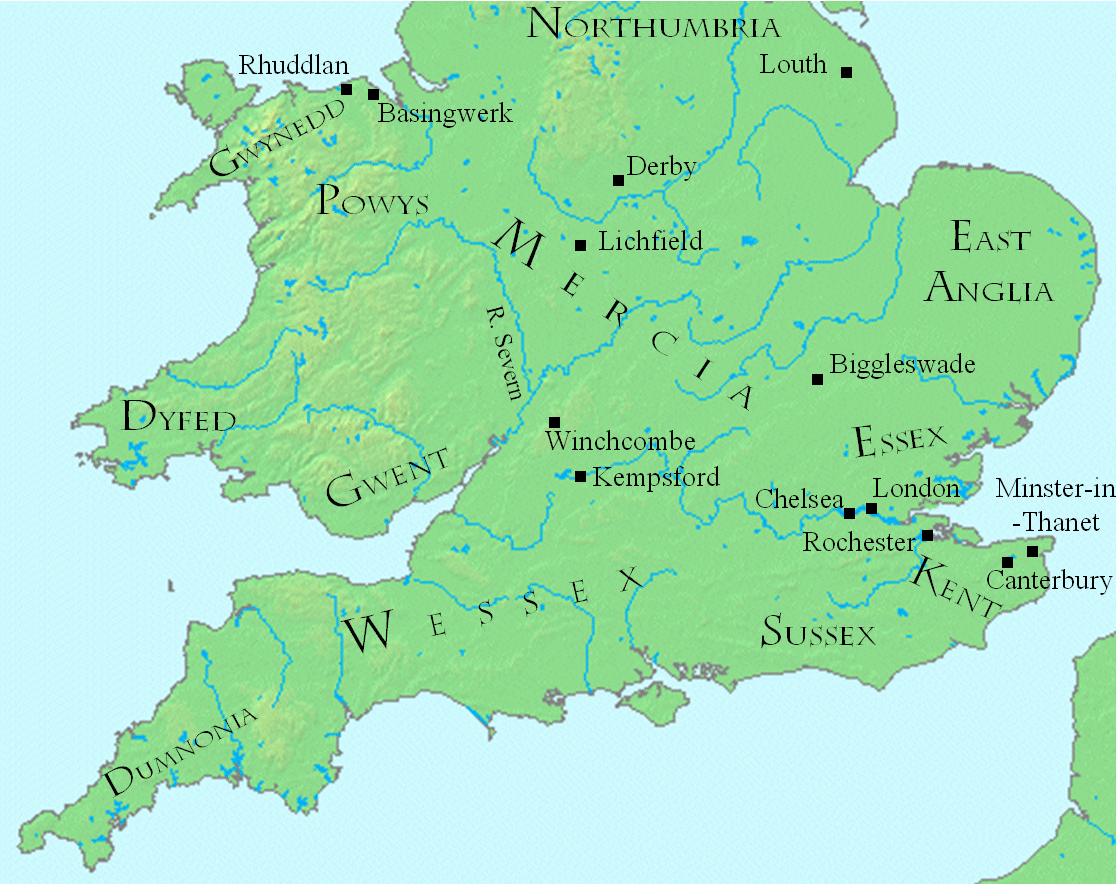
Anglie přibližně v Cuthredově době

Cuthred zdědil království Wessex v době jeho úpadku, kdy naopak soupeřící království Mercie bylo na vrcholu moci. Obě království spolu často bojovala během prvních tří let Cuthredovy vlády. Zdá se ale, že Cuthred byl vazalem mercijského krále Æthelbalda. Rozsah mercijské nadvlády je však nejasný. Kupříkladu není známo, zda král Æthelbald přiměl Cuthreda jako svého vazala k vojenskému tažení proti Velšanům nebo zda byla vytvořena aliance. Pokud to byla aliance, dlouho nevydržela. V každém případě král Æthelbald roku 744 potvrdil Cuthredovu listinu o prodeji půdy v současném hrabství Somerset (nominálně v království Wessex) glastonburskému opatství. Když král Cuthred obnovil roku 745 stará privilegia opatství, byl potřeba Æthelbaldův souhlas.
Zdá se, že od roku 749 získal Wessex vůči Mercii rozsáhlou autonomii, neboť král Cuthred vydává listiny, které král Æthelbald již neautorizoval. V této době se současná hrabství Somerset a Wiltshire vrátila pod kontrolu Wessexu.
Období Cuthredovy vlády bylo neklidné, protože království Wessex bylo otřesené vnitřními konflikty, včetně dvou neúspěšných povstání v letech 748 a 750. V roce 748 se Cuthredův syn ætheling Cynric pokoušel sesadit svého otce, ale byl zabit. Podle Anglosaské kroniky to měl být král Æthelbald, kdo podněcoval Cynrika, aby se vzbouřil.
Kolem roku 750 se král Cuthred vzbouřil proti králi Æthelbaldovi, jehož spojencem byl král Piktů Óengus I. Proběhlo několik bitev. V roce 750 vedl hrabě Æthelhun nakonec nezdařenou vzpouru. Povstání bylo zpočátku úspěšné, dokud nebyl Æthelhun vážně zraněn.
Naopak Cuthred spolu s nyní loajálním Æthelhunem vedl v roce 752 nové povstání proti králi Æthelbaldovi, tentokrát úspěšné, které zajistilo Wessexu nezávislost na Mercii po zbytek jeho vlády. V roce 753 je zmiňována Cuthredova výprava proti Cornwallanům („Západní Wales“), jejíž výsledek není známý.
Po Cuthredově úmrtí ho na trůnu vystřídal jeho příbuzný Sigeberht. Svému nástupci zanechal Cuthred království Wessex silnější a nezávislejší.